# Ethera (álbum de Visions of Atlantis)
Ethera es el quinto álbum de la banda de power metal sinfónico, Visions of Atlantis y el segundo y último con la vocalista Maxi Nil. Fue lanzado el 22 de marzo de 2013.

## Lista de canciones
| N.º | Título                      | Duración |  |
| 1.  | «The Ark»                   | 4:29     |  |
| 2.  | «Machinage»                 | 03:33    |  |
| 3.  | «Avatara»                   | 4:50     |  |
| 4.  | «Vicious Circle»            | 4:28     |  |
| 5.  | «Hypnotized»                | 4:20     |  |
| 6.  | «Tlaloc's Grace»            | 04:05    |  |
| 7.  | «Burden of Divinity»        | 3:39     |  |
| 8.  | «Cave Behind the Waterfall» | 3:52     |  |
| 9.  | «A.E.O.N. 19th»             | 4:10     |  |
| 10. | «Bestiality vs. Integrity»  | 4:36     |  |
| 11. | «Cleric's Emotion»          | 5:08     |  |

| Bonus Track "Edición Limitada" |                                      |          |  |
| N.º                            | Título                               | Duración |  |
| 12.                            | «Tlaloc's Grace (Orchestra version)» | 4:10     |  |

## Miembros
- Maxi Nil - Voz femenina
- Mario Plank - Voz masculina
- Thomas Caser - Batería
- Martin Harb - Teclado
- Cris Tían - Guitarra

## Créditos
- Fabio D'Amore - Bajo, Voz
- Roland Navratil - Batería
- Simone D'Eusanio - Violín, Voz (pista 7)
- Mika Jussila - Masterización
- Martin Harb - Concepto
- Thomas Caser - Concepto
- Vance Kelly - Carátula, Concepto
- Ivan Moni Bidin - Grabación
- Fabio D'Amore - Grabación
- Cris Tián - Producción
- Jakob Grabmayr - Mezcla
- Frank Pitters - Grabación

- Datos: Q20014948